# Со Бінья
Со Бінья (бірм. စောဗညား; д/н — 1541) — 19-й володар монської держави Гантаваді у 1539—1541 роках. У португальців відомий як Чау Баінья.

## Життєпис
Походив зі знатного монського роду. Про батьків обмаль відомостей. Його кар'єрі сприяв шлюб з Тала Каму, донькою Бінья Раном II, володарем Гантаваді. Останній на початку 1510-х років призначив Со Бінью намісником Мартабану (фактично східної частини держави). У 1519 році отримав статус, що дорівнював віцекоролю.
Зі сходженням на трон у 1526 році Такаютпі, нового правителя Ганатваді, поступово стає незалежним з огляду на слабкість останнього і небажанням того займатися державними справами. Призначив намісником Моулмейна свого родича Бінья У. Со Бінья проводив власну зовнішню політику, встановив торговельні відносини з португальцями, що розширили свою факторію в Мартабані. Отримуючи чималий зиск від цієї торгівлі, наповнив скарбницю. НА отримані кошти тримав потужний загін португальських найманців, створив власний військовий флот та переозброїв інші свої війська.
1534 року під час війни Такаютпі з Табіншвехті, володарем Таунгу, не підтримав першого, що зрештою призвело до поразки Такаютпі у 1538 році й втратив Пегу та центральної частини Гантаваді. Після смерті у 1539 році Такаютпі оголосив себе новим правителем Гантаваді. 1540 року відкинув ультиматум Табіншвехті підкоритися. У листопаді того ж року останній виступив на Мартабан. В цей момент Бінья У, намісник Моулмейна, відмовився надати свої війська, внаслідок чого ворог швидко підійшов до Мартабану, чого не чекав Со Бінья. Через голов володар Гантаваді запропонував Табіншвехті визнати його владу та сплатити данину в 30 000 вісс (48 987,9 кг) срібних злитків та інші цінні подарунки. Табіншвехті відхилив пропозицію, вимагаючи натомість беззастережної капітуляції. Тоді Со Бінья попросив безпечного виходу з міста для себе та всієї своєї родини разом зі своїми скарбами. Його також відхилив правитель Таунгу. У розпачі Со Бінья звернувся до Ештевана да Гами, віцекороля португальської Індії за допомогою, запропонувавши стати васалом Португалії, та половину своєї скарбниці. Втім да Гама коливався й не поспішав з допомогою. Також не вдалося підкупити Жуана Каейру, очільника португальських найманців на службі Табіншвехті.
У травні 1541 року, після 7-місячної облоги, флот Таунгу на чолі з Смімом Паю прорвали оборону з 7 португальських кораблів у гавані, внаслідок чого оборона Мартабану впала. Со Бінья потрапив у полон під час вуличної сутички. За наказом Табіншвехті правителя Гантаваді разом з родиною, почтом з сановників та військовиків було страчено. Така масова страта залякала решту васалів, які підкорилися Таунгу.